# Echanella hirsutipennis
Echanella hirsutipennis là một loài bướm đêm trong họ Noctuidae.